# یاشنگتس (استان وارمی-ماسوری)
یاشنگتس (به لاتین: Jasieniec) یک روستا در لهستان است که در گمینا کروکلانکی واقع شده‌است.